# Pocztowiec Poznań
Le Pocztowiec Poznań est un club polonais de hockey sur gazon basé à Poznań